# Istenanya elszenderedése székesegyház (Vlagyimir)

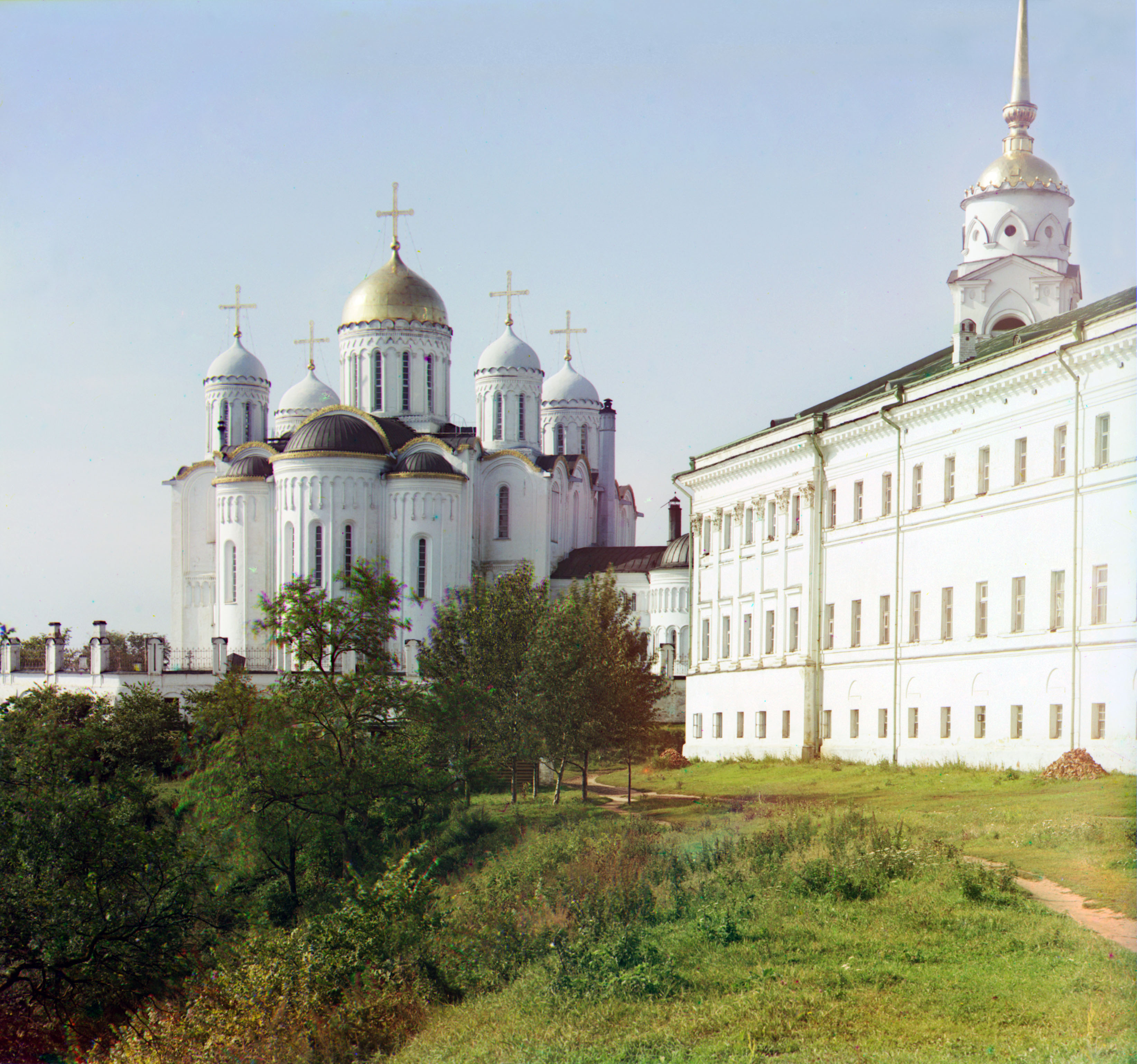
A székesegyház látképe 1912-ben. Szergej Mihajlovics Prokugyin-Gorszkij fényképe.

A vlagyimiri Istenanya elszenderedése székesegyház vagy Uszpenszkij-székesegyház (Успенский собор) az oroszországi Vlagyimir város egyik leghíresebb temploma és műemléke, a 12. századi orosz egyházi építészet egyik kiemelkedő alkotása. Azon kevés templomok egyike, ahol fennmaradtak Andrej Rubljov freskói.

## Története
A székesegyház az egykor hatalmas Vlagyimir–Szuzdali Nagyfejedelemség központi temploma volt a 13-14. században. Építészeti megoldásai és művészi megformálása révén mintául szolgált későbbi korok építőmesterei számára.
Az eredeti templomot I. András vlagyimiri nagyfejedelem (Andrej Bogoljubszkij)) fejedelem építtette 1158-1160 között. A korai építésű vlagyimir-szuzdali templomokhoz hasonlóan ez is egyetlen kupolával készült, a hat pilléren nyugvó kupola a maga korában rendkívüli méretű, 32 m magas volt. A három templomhajós épület a várost pusztító tűzvészben, 1185-ben teljesen kiégett.
III. Vszevolod vlagyimiri nagyfejedelem (Andrej testvére) országa növekvő hatalmának megfelelően a székesegyházat nem csak újjáépíttette, hanem meg is nagyobbíttatta (1185-1189): három oldalán galériával vették körül, az egyik oldalon karzatokat alakítottak ki, az oltárrészt kibővítették. A korábbi központi kupola köré további négy kisebb, sisakformájú kupolát emeltek. Az így jelentősen kibővített öthajós, tizennyolc pilléres székesegyház területe az apszisok nélkül 30x30 m lett. Homlokzatát több mint száz kis féloszlop körbefutó sora díszíti, egyébként a falak felületén kevés a dombormű. Ez a templomforma hagyományt teremtett; mintául szolgált többek között a moszkvai Kreml Istenanya elszenderedése-székesegyházának építésekor (1475-1479) Aristotele Fioravanti mester számára.
Az eredeti, 12. századi freskókból csak töredékek maradtak meg. Amikor 1238-ban a tatárok elfoglalták a várost, sokan a templom karzatán kerestek menedéket. A tatárok azonban felgyújtották az egész karzatot, és az emberekkel együtt a freskók is megégtek.
Sokáig a székesegyházban őrizték a városvédő Vlagyimiri Istenanya híres ikonját, de ezt később Moszkvába vitték. Az utolsó tatár támadás (1395) után a moszkvai fejedelem az ikont nem küldte vissza Vlagyimirbe, hanem mintegy kárpótlásul 1408-ban megbízást adott Andrej Rubljov és Danyiil Csornij ikonfestőknek a székesegyház átfestésére. A falakat díszítő freskóik, köztük Rubljov egyik főműve, Az üdvözültek menete részletei ma is láthatók. Ugyanekkor Rubljov megfestette a templom ikonosztázát is.
A székesegyház mellett álló négyszintes harangtornyot 1810-ben emelték, később toldaléképülettel bővítették. A 19. század végén a templomot felújították, a homlokzat hiányzó domborműveit újakkal pótolták; a templombelsőt napjainkban borító freskók nagy része is ebből a korból való. A székesegyház kriptája a vlagyimiri püspökök és a fejedelmi család temetkezőhelye volt, itt temették el a templomot építtető két fejedelmet is.

## A világörökség része
A székesegyház 1992 óta az UNESCO világörökség része, a Vlagyimir és Szuzdal fehér műemlékei elnevezésű helyszín részeként került fel a világörökségi listára.
Napjainkban rendszeresen tartanak a templomban istentiszteletet, a fennmaradó időben az épület múzeumi kiállítóhelyként működik.